# PZL Bielsko SZD-16
Die PZL Bielsko SZD-16 Gil (deutsch Gimpel) war ein polnisches Segelflugzeug, von dem nur ein Prototyp gebaut wurde. Das Kürzel SZD steht für das Szybowcowy Zakład Doświadczalny, Segelflugzeug-Entwicklungswerk.

## Entwicklung
Die Konstruktionspläne wurden 1955 von Zbigniew Badura erstellt. Die SZD-16 wurde als billiges Fortgeschrittenen-Schulflugzeug für die Massenorganisation Liga Przyjaciół Żołnierza (Liga der Freunde des Soldaten, LPŻ, später Liga Obrony Kraju) konzipiert und sollte auch für den Kunstflug geeignet sein. Die LPŻ zeigte jedoch kein Interesse und das Projekt wurde vorerst nicht weiter verfolgt. Erst drei Jahre später begann im SZD-Werk in Bielsko-Biała der Bau eines Prototyps, der das Kennzeichen SP–1880 erhielt und am 20. Oktober 1958 vom Werksflugplatz Aleksandrowice aus mit Adam Zientek den Erstflug absolvierte. Die weitere Erprobung erfüllte nach Meinung Zienteks die Erwartungen und ergab außer dem etwas engen Cockpit keine größeren Mängel, so dass die Tests im Juli 1959 erfolgreich abgeschlossen wurden. Ein Auftrag zur Serienproduktion erfolgte indes nicht. In seiner ursprünglichen Rolle als Schulsegler wurde das Flugzeug nicht eingesetzt; stattdessen erhielt es 1959 die Tragflächenanschlüsse der SZD-12A Mucha und diente bei SZD unter der Bezeichnung SZD-16 Gil Z in den folgenden Jahren als fliegender Erprobungsträger. Der Rumpf wurde für den Nachfolger SZD-25  Lis von 1960 übernommen.

## Konstruktion
Die SZD-16 war ein freitragender Schulterdecker in Gemischtbauweise. Das Rumpfvorderteil bestand aus einem mit Leinwand bespannten Stahlrohrgerüst, den hinteren Teil bildete ein aus vier Segmenten zusammengenietetes, konisches Rohr aus Aluminiumblech. Die Kabine war mit einer seitwärts klappbaren Haube und einem Führersitz mit verstellbarer Lehne versehen. Die Tragfläche bestand aus einem Holzgerüst mit Diagonalholm und Sperrholzvorderkante und besaß DFS-Sturzflugbremsen aus Metall unmittelbar hinter dem Holm, die durch gemischte Seil- und Stoßstangenübertragung betätigt wurden. Die Bespannung bestand ab dem Holm aus Stoff. Das Leitwerk umfasste die sperrholzbeplankten Flossen und stoffbespannten Ruder. Das Seitenleitwerk erhielt ein NACA-0012-Profil, das Höhenleitwerk ein NACA 0009. Die Ruder wurden über Steuerseile betätigt. Das Fahrwerk der SZD-16 bestand aus einer mit Gummirollen gefederten hölzernen Kufe unter dem Bug und dem gummiseilgefederten Hauptrad hinter dem Schwerpunkt mit den Maßen 300 × 150 mm.

## Technische Daten
| Kenngröße              | Daten |
| ---------------------- | --- |
| Besatzung              | 1 |
| Spannweite             | 13,5 m |
| Länge                  | 6,85 m |
| Höhe                   | 1,46 m |
| Flügelfläche           | 14,0 m² |
| Flügelstreckung        | 13 |
| Flächenbelastung       | normal 17,9 kg/m² maximal 19 kg/m²                                                                           |
| V-Stellung             | 4° |
| Schränkung             | 2° |
| Leermasse              | 165 kg |
| Rüstmasse              | 181 kg |
| Startmasse             | 250 kg |
| Höchstgeschwindigkeit  | 200 km/h bei ruhigem Wetter 140 km/h bei Turbulenzen 130 km/h beim Flugzeugschlepp 127 km/h beim Windenstart |
| Mindestgeschwindigkeit | 50 km/h |
| Sinkgeschwindigkeit    | 0,86 m/s bei 55,8 km/h                                                                                       |
| Gleitzahl              | 20,2 bei 67 km/h                                                                                             |
| Profil                 | NACA 43012 A (Flügelwurzel)                                                                                  |